# Nyugat-bácskai körzet
A Nyugat-bácskai körzet (szerbül Западнобачки округ / Zapadnobački okrug) közigazgatási egység Szerbiában, a Bácskában, a Vajdaság Autonóm Tartomány északnyugati részén. Központja Zombor.

## Községek (járások)
| Név           | Szerb név      | Terület (km²) | Népesség (fő, 2011) | Települések száma | Települések száma | Települések száma |
| Név           | Szerb név      | Terület (km²) | Népesség (fő, 2011) | Város             | Falu              | Összesen          |
| ------------- | -------------- | ------------- | ------------------- | ----------------- | ----------------- | ----------------- |
| Apatin község | Opština Apatin | 333           | 28 654              | 1                 | 4                 | 5                 |
| Hódság község | Opština Odžaci | 481           | 43 162              | 1                 | 8                 | 9                 |
| Kúla község   | Opština Kula   | 411           | 30 196              | 2                 | 5                 | 7                 |
| Zombor község | Opština Sombor | 1178          | 85 569              | 1                 | 15                | 16                |
| Összesen      | Összesen       | 2403          | 187 581             | 5                 | 32                | 37                |

## Népesség
A körzet népessége 215 916 fő volt a 2002-es népszámláláskor.
A körzet többnemzetiségű. A lakosság nemzetiségi összetétele:

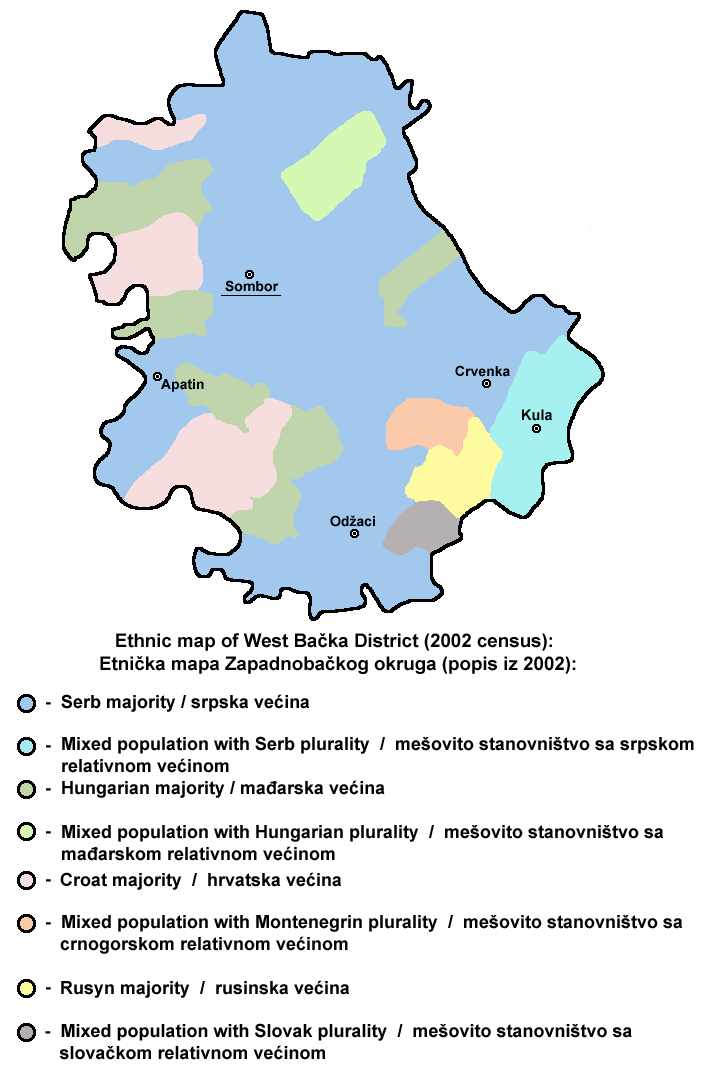
A Nyugat-bácskai körzet etnikai térképe (2002)

- szerbek (62,91%),
- magyarok (10,19%),
- horvátok (6,05%),
- montenegróiak (4,29%),
- jugoszlávok (3,21%),
- ruszinok (2,58%),
- bunyevácok (1,31%).